# Severy
Severy – miasto w Stanach Zjednoczonych, w stanie Kansas, w hrabstwie Greenwood.